# 2016年乌里袭击事件
2016年乌里袭击事件，是指一场恐怖袭击。在2016年9月18日，四名全副武装的恐怖分子袭击了印度查谟和克什米尔邦的乌里镇附近。据报道，这是“二十年来对克什米尔安全部队最致命的袭击”。激进组织穆罕默德军被印度指责参与了袭击的计划和执行。 在袭击过程中， 克什米尔山谷地区处于骚乱的中心。 

## 背景
2015年以来，武装分子越来越多地攻击印度安全部队：2015年7月，三名枪手在古尔达斯普尔袭击了一辆巴士和当地派出所；而在更早的2016年，4-6名枪手袭击了伯坦果德空军基地 。印度当局也指责穆罕默德军發動了后一次攻击。
此外，自2016年7月8日，一名受到该州青年欢迎的激进领导人Burhan Wani被处死后，印度查谟和克什米尔邦一直在遭受持续的骚乱。   这次处刑引发了对山谷中对印度政府的暴力抗议， 导致抗议活动被描述为近年来“最大的反印度抗议活动”。  

## 袭击
在5:30左右  9月18日，四名武装分子在黎明前伏击控制线附近的乌里印度陸軍旅总部。据说他们在三分钟内发射了17枚手榴弹。因为一个有帐篷的后方行政大本营起火，17名军人在袭击中丧生。 据报另有19-30名士兵受伤。枪战持续了六个小时，在此期间，所有四名武装分子都被杀死。   之后仍进行了地毯式搜寻以清除其他很可能仍存活的其他恐怖分子。
大多数士兵都来自Dogra Regiment 第十营（10 Dogra）和Bihar Regiment第六营（6 Bihar）。其中一名受伤的士兵于9月19日在新德里的 RR医院死亡，随后于9月24日又一名士兵死亡，死亡人数达到19人。 
人们认为伤亡是由于非阻燃的过渡期帐篷造成的。 这时正是一个部队交替的时间，“6 Bihar”部队正在替换“10 Dogra”部队。前来的替换的部队被安置在帐篷内，通常用来避免在印巴停火线附近（如乌里）。袭击者潜入营地，打破了严密的安防，并似乎清楚知道要攻击的地方。被杀害的人员中有7人是支持人员，包括厨师和理发师。 

## 后续
9月19日，内政部长拉杰纳特·辛格 ，国防部长Manohar Parrikar ， 陆军参谋长Dalbir Singh ，国家安全顾问Ajit Doval以及国防部的其他官员举行会议，审查克什米尔的安全局势，特别是在沿控制线地区。国家调查局于9月20日提交了关于袭击事件的第一份情报报告 ，并接管了查谟和克什米尔警方的调查。
巴基斯坦国际航空公司在袭击事件发生后于9月21日取消了飞往克什米尔某些地区的航班。袭击发生后，乌里军队设施周围的安全措施被加强了，而控制线的印度和巴基斯坦两侧的士兵都处于高度警戒状态。

### 南盟首脑会议的推迟
在袭击事件发生后，印度取消参加将于11月在巴基斯坦伊斯兰堡举行的第19届南盟首脑会议 。外交部发表声明称，“印度已向南盟现任主席尼泊尔表示，该地区越来越多的跨境恐怖袭击事件以及一个国家越来越多地干涉会员国的内政，造成的环境并不有利于2016年11月在伊斯兰堡成功举办第19届SAARC峰会。“ 声明说：“在目前的情况下，印度政府无法参加拟议的伊斯兰堡首脑会议”。
就印度退出在伊斯兰堡召开的南盟首脑会议，巴基斯坦外交部称这次取消是“不幸”的，并发布了一个反驳说：“至于印度使用的借口，全世界都知道是印度正在巴基斯坦境内进行恐怖主义并为其提供资金。”声明中提到印度国民Kulbhushan Jadhav因间谍活动被巴基斯坦拘留，同时指控印度正干涉巴基斯坦内政，违反了国际法。
之后，阿富汗，孟加拉国和不丹也退出了峰会。 2016年9月30日，巴基斯坦表示定于11月9日和10日在伊斯兰堡举行的首脑会议将在另一个日期举行。

### 印度的报复
袭击发生11天后的9月29日，印度军队对位于巴基斯坦所占的克什米尔地区的武装分子所使用的“发射台”进行了报复性的“外科手术式打击”。 印度军事行动总局局长Ranbir Singh表示，它已经对“恐怖分子团队”进行了先发制人的打击，恐怖分子正准备“在查谟和克什米尔境内、以及其他洲的地铁内进行渗透与恐怖袭击” 。据“经济学人”报道，印度突击队的小队越过控制线，袭击了安全屋，杀死了十几名武装分子。

### 互相抵制
在乌里袭击事件伴随的骚动之后，印度电影制片人协会（IMPPA）决定禁止在印度所有巴基斯坦演员和技术人员的工作活动，直到情况恢复正常。宝莱坞的艺术家们对禁令的看法有所分歧，有些人认为这是有道理的，而有些则质疑它的好处。印度电视娱乐频道Zindagi (TV channel)宣布停止在频道播放巴基斯坦电视节目。 巴基斯坦政府于10月份全面禁止巴基斯坦的所有印度电视和电台节目。
印度板球控制委员会 （BCCI），即印度板球国家管理机构，排除了在不久的将来恢复与巴基斯坦双边板球联系的可能性。 BCCI还要求国际板球理事会 （ICC）不要将印度和巴基斯坦板球队一起参加国际比赛，同时牢记两国之间的边界紧张局势。印度羽毛球协会印度羽毛球协会决定抵制定于10月在伊斯兰堡举行的巴基斯坦国际系列赛，这是对政府对巴基斯坦的外交攻势的“团结”行为。

## 调查
对袭击事件的初步调查表明，难民营有几处程序失误。根据标准安全程序，应修剪重要安全装置周围的任何高草和灌木丛。然而，乌里营地没有遵循这一程序，这可能让恐怖分子使用周围的高草和灌木丛隐蔽行踪，从而进入营地。此外，探测器还指出，两个载人哨所未能发现入侵，是因为它们之间的协调可能出现问题。调查还表明，恐怖主义分子在9月16日至17日的整个夜间通过哈吉同行通道渗入印度领土，并留在苏克达尔村，该村位于一个有利位置，可以不受阻碍地看到难民营的布局以及人员在里面的移动。

### 肇事者
军事行动总干事Ranbir Singh中将说，有证据表明攻击者属于穆罕默德军 。他与巴基斯坦同行建立了热线联系，并表达了印度对此问题的严重关切。 Ranbir Singh中将还表示，武装分子使用燃烧弹点燃帐篷。 
印度外交部说：
9月29日，国家调查局官员说：
到目前为止，几乎没有确凿证据证明乌里恐怖袭击的肇事者与巴基斯坦特定的圣战组织有联系。
前巴基斯坦将军佩尔韦兹·穆沙拉夫说，印度报道的被武装分子所使用的武器，并被报道有巴基斯坦标记的，是可以在世界任何地方所采购，而不仅仅是在巴基斯坦。穆沙拉夫进一步表示，由于许多美国武器无意中落入了塔利班手中，巴基斯坦武器有可能被没有巴基斯坦参与的肇事者所获得。
9月25日，印度陆军表示，来自阿扎德克什米尔的两名巴基斯坦国民被乌拉圭 边境安全部队逮捕。据说他们两年前被穆罕默德军招募，目的是作为Uri部门渗透团体的向导。这些向导本身在Uri攻击中没有任何作用。他们被询问是否有收集关于渗透企图的情报。巴基斯坦否认了这些指控。2017年2月26日，印度国家调查机构（NIA）决定在没有找到任何证据证明他们被指控为乌里军队基地袭击提供便利的两名男子后提交了一份释放报告。
2016年10月25日，印度媒体报道，巴基斯坦古吉兰瓦拉的街头“海报”中，虔诚军 （LeT）声称对Uri袭击负责。 这些海报声称虔诚军的战士Mohammad Anas（代号为Abu Saraqa）之一在乌里i袭击中丧生，并将举行葬礼祈祷，随后虔诚军主席哈菲斯·穆罕默德·萨伊德于10月25日发表讲话。这张海报还声称，在乌里袭击中，有177名印度士兵死亡。 在海报上散发图像后，该组织声称这是一个骗局。黎明报 (巴基斯坦)的前任编辑阿巴斯·纳西尔 （Abbas Nasir）证实了关于Twitter上海报的报道，但表示葬礼祈祷已被推迟。

## 反应

### 印度
总理纳伦德拉莫迪及其内阁成员谴责了这次袭击事件。国防部长Manohar Parrikar和印度陆军总司令Dalbir Singh在袭击事件发生后不久访问了克什米尔 ，以评估正在进行的军事行动并审查该地区的安全局势。Parrikar指示军队对袭击事件负责任采取坚决行动，并表示士兵的死亡“不会徒劳无功”。内政部长拉杰纳特·辛格指责巴基斯坦所谓的“继续直接支持恐怖主义和恐怖组织”，称巴基斯坦是一个应该“孤立”的“恐怖主义国家”。国防部长Subhash Bhamre表示，“整个国家因士兵的死亡而受到创伤”并且“在这悲伤的时刻团结起来”。他还说，总理，内政部长和国防部长得出的结论是，需要向巴基斯坦提供某种“回应”。
外交部长蘇詩馬·斯瓦拉吉和前陆军总司令Vijay Kumar Singh表示，印度将对此次袭击作出“合适的答复”。他呼吁印度武装部队扩大安全范围，并根据时间的需要描述冷酷而有计划的反应。他还呼吁调查导致袭击的缺点，同时指出陆军应该通过适当的规划“冷静地”决定其反应。 许多印度政界人士和公众人士谴责这次袭击事件。 前印度外交官和外交政策专已声明印度已经陷入困境，需要做出有效而有效的反应。反对派印度国民议会表示，与巴基斯坦没有更多的建设性对话空间。
同一天晚些时候，印度呼吁联合国人权理事会敦促巴基斯坦结束跨界渗透并拆除非国家武装基础设施，因为哈菲斯·穆罕默德·萨伊德 （虔诚军的首领）和Syed Salahuddin （真主穆斯林游擊隊的首领）可以在巴基斯坦的主要城市举行大型集会。它表明，积极支持这些团体已成为巴基斯坦的“新常态”。它声称对非国家武装的“零容忍”是一项国际义务。 印度政府召集了巴基斯坦特使并向他递交了一份涉及巴基斯坦参与的档案，并警告巴基斯坦需要控制他们所说的从巴基斯坦开展活动的武装分子。
9月24日，莫迪总理在喀拉拉邦科泽科德举行的人民党集会期间正式应对袭击事件;在他的讲话中，他指责巴基斯坦应对此次袭击事件负责，称印度将“永远不会忘记”乌里，并且“不遗余力地将巴基斯坦孤立在世界上”。他呼吁印度和巴基斯坦公民与贫困作斗争。“我想说印度准备好迎战。印度已做好应对贫困的战争的准备。让两国争先恐后地看看谁将首先消除贫困。我想告诉巴基斯坦的年轻人，让我们结束失业的战争。我想打电话给巴基斯坦的孩子们，让我们宣布对文盲进行战争。让我们看看谁赢了。“ 
9月26日，印度政府在进一步应对这次袭击事件时表示将全面行使1960年“ 印度河水域条约”规定的权利，并将扩大其对流经查谟和克什米尔的河流的利用。在可能提交任何争议的永久性工业委员会的支持下，谈判将“停止，直到恐怖活动结束”。该机构最近于2016年7月举行会议。政府随后表示将审查巴基斯坦最惠国（MFN）贸易地位，印度于1996年批准该贸易地位。

### 巴基斯坦
巴基斯坦外交部否認了参与袭击事件的指控。该部称，印度經常指责巴基斯坦參與印度境内发生的恐怖襲擊。该部认为印度的言论是“尖刻的”。巴基斯坦外交部还指责印度政府试图转移人们对克什米尔人权状况的注意力，并提到持续的内乱 。它说印度管理的克什米尔局势“不是巴基斯坦制造的，而是印度非法占领的直接后果和漫长的暴行历史”，印度指责巴基斯坦不经调查的反应“令人遗憾”。
在伦敦举行的新闻发布会上，巴基斯坦总理納瓦茲·謝里夫将这一事件与克什米尔最近的骚乱和人权问题联系起来。内政部长尼萨尔·阿里·汗说， 印度媒体报道中有证据表明存在一些矛盾，并声称印度在“谎言暴露”时正在实施审查制度。 国防部长哈瓦伊·穆罕默德·阿西夫称这次袭击事件是“内部工作”，称没有提供证据证实印度的指控，并表示印度并不认真解决克什米尔问题。  巴基斯坦驻新德里特使Abdul Basit告诉印度外交部长S. Jaishankar ，印度试图通过将袭击归咎于巴基斯坦，转移世界对克什米尔国家暴行的关注。巴斯特还补充说，如果印度认真对待调查，就不应该避免允许独立调查人员进行调查。
在袭击发生后的几个小时内，巴基斯坦军方与印度军方建立了热线电话 。巴基斯坦军方拒绝了印度的指责，称在严密保护的印巴停火线上是不可能被渗透的。巴基斯坦军事行动总干事还要求印度军方提供可行的情报。
巴基斯坦陆军参谋长拉希尔·谢里夫声称，印度正在宣传一个“敌对的叙述”，以应对袭击，并表示巴基斯坦武装部队 “准备应对整个直接和间接威胁”。
为了回应印度暂停与印度河水域条约的合作，薩爾塔傑·阿齊茲表示印度按照内河航运的规定和国际法单方面不能撤销该条约，并表示此举将被视为“战争和敌对行动”。阿齐兹说，巴基斯坦将在那次事件中向联合国安理会提议。
在印度退出在伊斯兰堡召开的南盟首脑会议上，巴基斯坦外交部称撤军“不幸”，并发布了一个反驳说：“至于印度使用的借口，全世界都知道印度正在进行恐怖主义并为其提供资金。巴基斯坦。”声明中提到印度国民Kulbhushan Jadhav被巴基斯坦拘留，因间谍活动而被指控印度违反国际法，干涉巴基斯坦内部。

## 備註
1. 这两个人被确定为Khaliana Kalan的Ahasan Kursheed和Potha Jahangir的Faisal Hussain Awan。

1. ↑  The two individuals were identified as Ahasan Kursheed of Khaliana Kalan and Faisal Hussain Awan of Potha Bainsi（英语：Potha Bainsi）.